# تايبيه الجديدة
تايبيه الجديدة (معناها الحرفي: مدينة الشمال الجديدة) مدينة تقع في شمال تايوان. تعد أكبر مدن تايوان من حيث عدد السكان، حيث يفوق عدد سكانها 3,900,000 نسمة في الوقت الحاضر.

## الجغرافيا
تزيد مساحة المدينة عن 2000 كم مربع. يحدها من الشمال مدينة كي لنغ, ومن الجنوب كل من مقاطعة يلين، ومقاطعة تاويون. تحيط المدينة بالعاصمة تايبيه من جميع الجهات.

## المدن التوأمة
- سينسيناتي، أوهايو
- ميامي داد

## أعلام
- تشيانغ شين مينغ
- آني ليو
- أيفي تشن
- ين شيا-كان